# Distrito de Jánoshalma
El distrito de Jánoshalma (húngaro: Jánoshalmai járás) es un distrito húngaro perteneciente al condado de Bács-Kiskun.
En 2013 tenía 17 297 habitantes. Su capital es Jánoshalma.

## Municipios
El distrito tiene 2 ciudades (en negrita) y 3 pueblos (población a 1 de enero de 2013):
- Borota (1431)
- Jánoshalma (8941) – la capital
- Kéleshalom (453)
- Mélykút (5165)
- Rém (1306)